# 海南町
海南町（かいなんちょう）は、徳島県の南部に位置した町。

## 地理
大部分が山地であり、南東側は太平洋に面している。今後発生が予測される南海トラフ巨大地震の際には、最大7mの津波が到達することが予想されている。

## 歴史
- 1955年（昭和30年）3月31日 - 浅川村・川東村・川上村が合併して海南町が発足。
- 2006年（平成18年）3月31日 - 海部町・宍喰町と合併して海陽町が発足。同日海南町廃止。

## 地域

### 教育

#### 高等学校
- 徳島県立海部高等学校
- 徳島県立海南高等学校（2006年3月31日閉校）

#### 中学校
- 海南町立海南中学校

#### 小学校
- 海南町立海南小学校
- 海南町立浅川小学校
- 海南町立川上小学校

## 交通

### 鉄道路線
- 四国旅客鉄道（JR四国）
  - 牟岐線：（牟岐町） - 鯖瀬駅 - 浅川駅 - 阿波海南駅 - （海部町）

### 道路

#### 高速道路
- なし

#### 一般国道
- 国道55号
- 国道193号

#### 県道
- 主要地方道
  - 徳島県道37号牟岐海南線
- 一般県道
  - 徳島県道148号中部山渓轟公園線
  - 徳島県道196号浅川港線
  - 徳島県道298号上皆津奥浦線
  - 徳島県道299号四方原海部線

## 文化施設
- 阿波海南文化村
  - 海南文化館、町立博物館、工芸館、いきいき館、三幸館などの諸施設を有する複合的文化施設。
- 海南町立博物館
  - 阿波海南文化村内に設立された町立の歴史・民俗学系博物館。

## 名所・旧跡・観光スポット・祭事・催事

### 祭り
- 浅川港まつり（1956年から毎年8月開催。海南町浅川の浅川漁港周辺）
- 海部川清流まつり（1991年から毎年8月開催）
- 大里八幡神社秋の例大祭（毎年10月の第3日曜）

### その他
- 鯖大師本坊（四国別格二十霊場4番）